# IC 1920
IC 1920 — галактика типу SBa (компактна витягнута галактика) у сузір'ї Годинник.
Цей об'єкт міститься в оригінальній редакції індексного каталогу.